# Esfera celeste

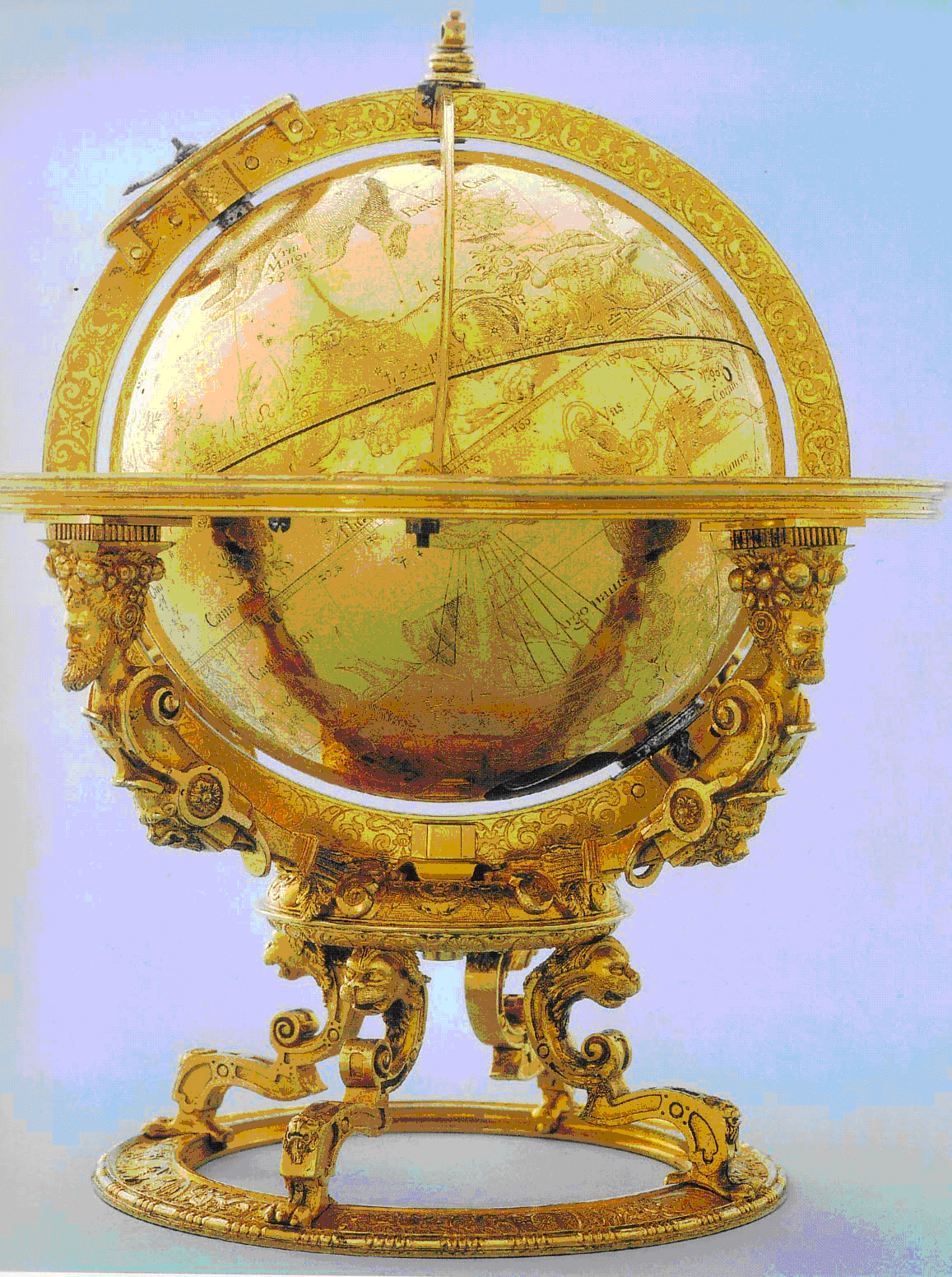
Esfera celeste de Jost Bürgi. 1594.

L'esfera celeste és una esfera imaginària de radi arbitrari i centre en l'observador, sobre la qual es poden representar els estels i els planetes per a estudiar les seves posicions i moviments respecte a l'observador.
L'esfera celeste és una esfera ideal, sense radi definit, concèntrica amb el globus terrestre, en la qual aparentment es mouen els astres. Permet representar les direccions en què s'hi troben els objectes celestes, així és com l'angle format per dues direccions serà representat per un arc de cercle major sobre aquesta esfera.
Teòricament es considera que l'eix del món és l'eix de rotació de l'esfera celeste (té un període de rotació d'un dia) i és paral·lel a l'eix de rotació de la Terra, i que l'ull de l'observador és coincident amb el centre de la Terra. És un model que constitueix un dels conceptes fonamentals de l'astronomia, especialment per poder representar les observacions celestes.

## L'observació celeste
L'esfera celeste és una construcció mental que creem quan mirem al cel. Aquesta sorgeix per la informació que rep dels nostres ulls. La mida i la separació dels ulls ens permet percebre el volum dels objectes, però només fins a certa distància (visió estereoscòpica). Posterior a aquesta, tots els objectes que es percebin donaran la impressió de trobar-se situats a la mateixa distància, ja que seran projectats mentalment sobre un mateix pla.
Quan utilitzem el sentit comú, es modifica aquesta percepció. Si mirem al cel i observem objectes que es troben molt lluny de nosaltres, el cervell actua de la mateixa manera: els projecta sobre un mateix pla. En desplaçar la vista en totes direccions, percebem el cel com si fos una immensa cúpula limitada per l'horitzó, amb nosaltres situats al centre. Tal percepció, va ser el que va impulsar als antics filòsofs a considerar que la Terra era el centre de l'Univers.

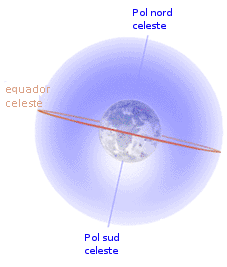
Esfera celeste, amb els pols celestes nord i sud i l'equador celeste.

## Història
Els antics suposaven la veritat literal d'estrelles unides a una esfera celeste, que giraven al voltant de la Terra un dia, i una Terra fixa.
El model planetari d'Eudox, en què es van basar els models aristotèlic i ptolemaic, va ser la primera explicació geomètrica del "vagabundeig" dels planetes clàssics. Es pensava que la més externa d'aquestes "esferes de cristall" contenia les estrelles fixes. Eudox va utilitzar 27 sòlids esfèrics concèntrics per respondre al desafiament de Plató: «Per la suposició de quins moviments uniformes i ordenats es poden explicar els moviments aparents dels planetes?».
Anaxàgores (500-428 aC) va ser el primer filòsof conegut que va suggerir que les estrelles eren «pedres ardents» massa llunyanes perquè es pogués sentir la seva calor. Idees similars van ser expressades per Aristarc de Samos (310-230 aC). Tot i això, no van entrar en el corrent principal de l'astronomia de finals del període antic i medieval.
L'heliocentrisme copernicà va eliminar les esferes planetàries, però no va excloure necessàriament l'existència d'una esfera per a les estrelles fixes. El primer astrònom del Renaixement europeu que va suggerir que les estrelles eren sols distants va ser Giordano Bruno (1548-1600) en el seu De l’infinito universo et mondi (1584). Aquesta idea va figurar entre els càrrecs, encara que no en un lloc destacat, que li va imputar la Inquisició per condemnar-lo a mort.
La idea es va generalitzar a la fi del segle xvii, especialment després de la publicació de Converses sobre la pluralitat dels mons de Bernard Le Bovier de Fontenelle (1686), i a principis del segle xviii era la hipòtesi de treball per defecte en astronomia estel·lar.

## Història grega sobre les esferes celestes
Les esferes celestes (o orbes celestes) van ser concebudes com a entitats perfectes i divines inicialment per astrònoms grecs com Aristòtil. Aquest va compondre un conjunt de principis anomenats física aristotèlica que esbossaven l'ordre natural i l'estructura del món. Igual que altres astrònoms grecs, Aristòtil també va pensar en la "...esfera celeste com a marc de referència per a les seves teories geomètriques dels moviments dels cossos celestes". Amb la seva adopció de la teoria de Eudox de Cnidos, Aristòtil havia descrit els cossos celestes dins de l'esfera celeste com plens de puresa, perfectes i quintaessència (el cinquè element que es coneixia com a diví i puresa segons Aristòtil). Aristòtil considerava que el Sol, la Lluna, els planetes i les estrelles fixes eren esferes perfectament concèntriques en una regió superlunar per sobre de l'esfera sublunar. Aristòtil havia afirmat que aquests cossos (a la regió superlunar) són perfectes i no poden ser corromputs per cap dels elements de la naturalesa: foc, aigua, aire i terra. Els elements corruptibles només es trobaven a la regió sublunar i els incorruptibles a la regió superlunar del model geocèntric d'Aristòtil. Aristòtil tenia la noció que els orbes celestes han d'exhibir un moviment celeste (un moviment circular perfecte) que es perllonga eternament. També sostenia que el comportament i la propietat s'atenen estrictament a un principi de lloc natural on l'element quintaessencial es mou lliurement per voluntat divina, mentre que els altres elements, foc, aire, aigua i terra, són corruptibles, subjectes al canvi i la imperfecció. Els conceptes clau d'Aristòtil es basen en la naturalesa dels cinc elements que distingeixen la Terra i el Cel a la realitat astronòmica, prenent el model d'esferes separades d'Eudox.
Nombrosos descobriments d'Aristòtil i Eudox (aproximadament entre el 395 aC i el 337 aC) han posat de manifest les diferències entre tots dos models, compartint simultàniament propietats similars. Aristòtil i Eudox van afirmar dos recomptes diferents d'esferes al cel. Segons Eudox, només hi havia 27 esferes al cel, mentre que al model d'Aristòtil hi ha 55 esferes. Eudox va intentar construir el seu model matemàticament a partir d'un tractat conegut com Sobre les velocitats (traduït del grec a l'anglès) i va afirmar que la forma de l'hipopòtam o lemniscata estava associada amb la retrogressió planetària. Aristòtil va emfatitzar que la velocitat dels orbes celestes és immutable, com els cels, mentre que Eudox va emfatitzar que els orbes tenen una forma geomètrica perfecta. Les esferes d'Eudox produirien moviments indesitjables a la regió inferior dels planetes, mentre que Aristòtil va introduir desenrotlladors entre cada conjunt d'esferes actives per contrarestar els moviments del conjunt exterior, o altrament els moviments exteriors es transferirien als planetes exteriors. Aristòtil observaria més tard "...els moviments dels planetes utilitzant les combinacions d'esferes imbricades i moviments circulars de forma creativa, però observacions posteriors van seguir desfent el seu treball".
A més d'Aristòtil i Eudox, Empèdocles va donar l'explicació que el moviment del cel, movent-se al seu voltant a velocitat divina (relativament alta), col·loca a la Terra en una posició estacionària a causa del moviment circular que impedeix el moviment descendent per causes naturals. Aristòtil va criticar el model d'Empèdocles, argumentant que tots els objectes pesants es dirigeixen cap a la Terra i no el propi remolí cap a la Terra. El va ridiculitzar i va afirmar que l'afirmació d'Empèdocles era extremadament absurda. Qualsevol cosa que desafiés el moviment del lloc natural i els cels immutables (incloses les esferes celestes) era criticada immediatament per Aristòtil.

## Moviment celeste
El moviment de l'esfera celeste és aparent i està determinat pel moviment de rotació del nostre planeta sobre el seu eix. La rotació de la Terra, en direcció oest-est, produeix el moviment aparent de l'esfera celeste, en sentit Est-Oest. Aquest moviment el podem percebre de dia, pel desplaçament del Sol en el cel, i en les nits, pel desplaçament de les estrelles. Tots dos es realitzen en sentit Est-Oest. La velocitat amb què gira l'esfera celeste és de 15 º/hora, de manera que cada 24 hores completa un gir de 360°.

## Situació geogràfica
Els astrònoms funden els seus mesuraments en l'existència, en aquesta esfera, de punts, cercles i plànols convencionals: el pla de l'horitzó i el de l'equador celeste, el pol i el zenit, el meridià, que serveix d'origen per al mesurament de l'azimut. Resulta fàcil trobar un astre o situar respecte a aquests plans fonamentals.
Quan l'horitzó de l'espectador és oblic respecte a l'equador, l'esfera celeste és qualificada d'obliqua. Per a un observador situat en un dels dos pols, l'esfera és  paral·lela , ja que el seu horitzó conserva paral·lelisme amb l'equador. Finalment, l'esfera és  recta  per a l'observador situat en la línia equinoccial, perquè allà l'horitzó talla perpendicularment l'equador.
L'esfera celeste és un concepte, no un objecte, és la superfície virtual sobre la qual veiem projectats als astres com si tots estiguessin a la mateixa distància de la Terra.

## Elements principals

Dibuix de l'esfera celeste amb els elements més importants.

- Direcció de la vertical es refereix a l'adreça que marcaria una plomada. Si s'observa cap avall, es dirigiria cap al centre de la Terra. Observant cap amunt es troba el zenit.
- Zènit astronòmic és el punt de l'esfera celeste situat exactament sobre nosaltres
- Nadir, és el punt de l'esfera celeste oposat al zenit
- La distància zenital (generalment representada per la lletra z) és la distància angular des del zenit fins a un objecte celeste, mesurada sobre un cercle màxim (un cercle màxim és el resultat de la intersecció d'una esfera amb un pla que passa pel seu centre i la divideix en dos hemisferis idèntics. (A la figura, la distància zenital és l'arc entre el zenit i l'astre "A").
- Horitzó astronòmic o veritable d'un lloc és el pla perpendicular a la direcció de la vertical. En relació amb l'esfera celeste, diem que és un pla diametral, ja que l'horitzó és un diàmetre de l'esfera, i la divideix en dos hemisferis: un visible i un altre invisible.
- Pol celeste és la intersecció de l'esfera celeste amb la prolongació de l'eix de rotació terrestre (també anomenat eix del món) fins a l'infinit.
- Equador celeste és la projecció de l'equador terrestre sobre l'esfera celeste. Es defineix un meridià i uns paral·lels celestes, de forma anàloga als terrestres:
- Meridià celeste és el cercle màxim que passa a través dels pols celestes i el zenit d'un lloc.
- Paral·lels celestes són els cercles menors de l'esfera celeste paral·lels a l'equador. Són similars als paral·lels terrestres. Els cercles menors resulten de la intersecció de l'esfera celeste amb plans perpendiculars a l'eix de rotació.
- Cercle horari és un cercle màxim graduat de l'esfera celeste situat en l'equador celeste.

## Sistemes de coordenades celestes
Aquests conceptes són importants per comprendre els sistemes de coordenades celestes, marcs per mesurar les posicions d'objectes al cel. Certes línies de referència i plans a la Terra, quan es projecten sobre l'esfera celeste, formen les bases dels sistemes de referència. Entre elles es troben l'equador de la Terra, l'eix de rotació de la Terra i l'òrbita de la Terra. En les seves interseccions amb l'esfera celeste, formen l'equador celeste, els pols celestes nord i sud, i l'eclíptica, respectivament. Com que l'esfera celeste es considera de radi arbitrari o infinit, tots els observadors veuen l'equador celeste, els pols celestes i l'eclíptica al mateix lloc enfront de les estrelles de fons.
A partir d'aquestes bases, les adreces cap als objectes al cel es poden quantificar construint sistemes de coordenades celestes. Similar a la longitud i latitud geogràfiques, el sistema de coordenades equatorials especifica les posicions relatives a l'equador celeste i als pols celestes, utilitzant l'ascensió recta i la declinació. El sistema de coordenades eclíptiques especifica posicions relatives a l'eclíptica (el pla orbital de la Terra), utilitzant sistema de longitud i latitud eclíptiques. A més dels sistemes equatorial i eclíptic, alguns altres sistemes de coordenades celestes, com el sistema de coordenades galàctiques, són més apropiats per a fins particulars.